# Treasury Islands
Treasury Islands  – grupa małych wysp na południe od Bougainville i 24 km od wysp Shortland. Należą do Prowincji Zachodniej Wysp Salomona. Dwie największe wyspy to Mono i Stirling. Cieśnina pomiędzy tymi dwoma wyspami nazwana jest Blanche Harbor.
Po raz pierwszy wyspy zostały odkryte w 1788 r. przez oficera Royal Navy por. Johna Shortlanda.
Podczas II wojny światowej wyspy były okupowane przez japońskie siły do 27 października 1943 r., kiedy na wyspy desantowała się nowozelandzka 8. Brygada. Po zajęciu wysp, 87. batalion Seabees zbudował pas startowy na bardziej płaskiej wyspie Stirling. Lotnisko było następnie używane do neutralizacji japońskiej bazy w Rabaulu. Lotnisko Stirling jest obecnie używane przez Solomon Airlines.